# Florian Nagler
Florian Nagler (* 16. Februar 1967 in München) ist ein deutscher Architekt und Universitätsprofessor.

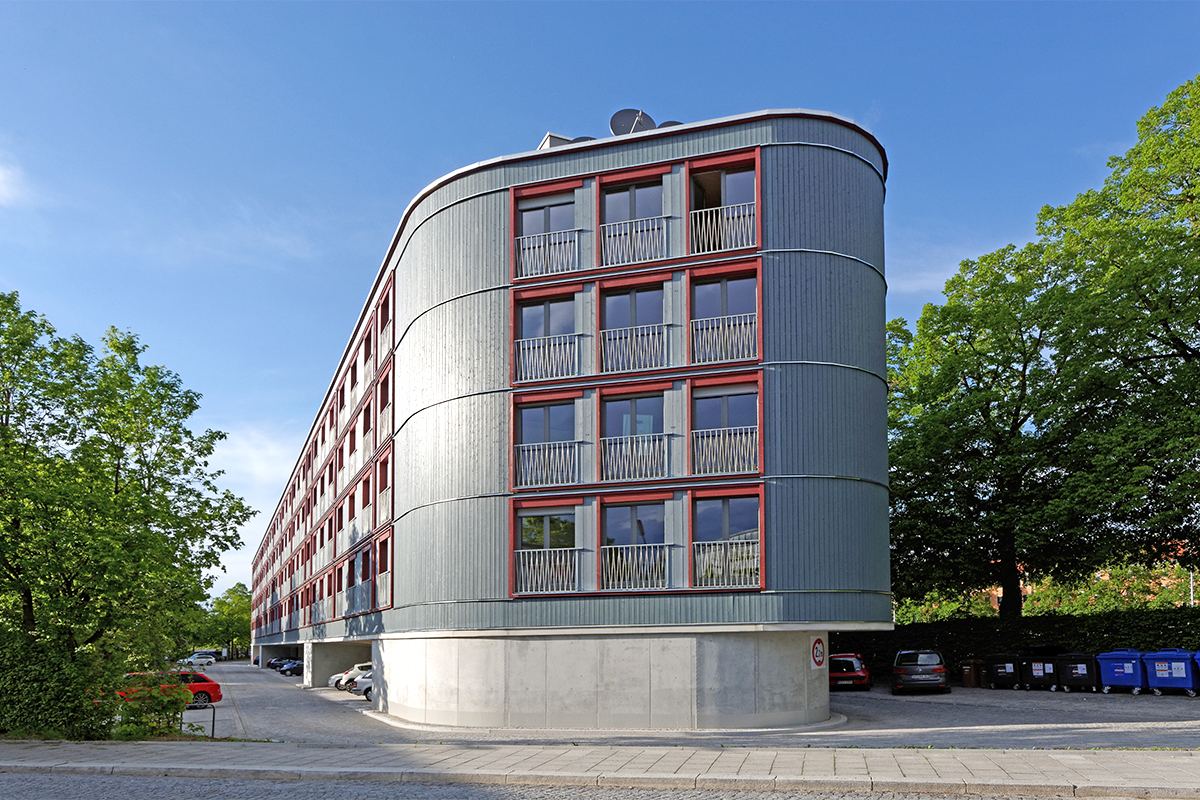
Wohnbebauung am Dantebad

## Werdegang
Nagler begann 1987 mit einem Studium für Kunstgeschichte und Geschichte in München. Er schloss 1989 eine zweijährige Berufsausbildung als Zimmerer ab. Daraufhin studierte er fünf Jahre lang Architektur an der Universität Kaiserslautern. Während seines Studiums arbeitete er in Büros wie Auer und Weber und in der Architekturwerkstatt Steidle / Jungbauer. Nach seinem Diplom 1994 arbeitete er drei Jahre lang für das Stuttgarter Architekturbüro Mahler Günster Fuchs. 
1999 eröffnete er sein eigenes Büro Nagler Architekten zusammen mit seiner Frau Barbara Nagler in München.
Nach Gast- und Vertretungsprofessuren an der Gesamthochschule Wuppertal, der Königlichen Dänischen Akademie Kopenhagen und der Hochschule für Technik Stuttgart ist Nagler seit 2010 Professor für Entwerfen und Konstruieren an der Technischen Universität München.
Er ist Mitglied des Bundes Deutscher Architekten, der Akademie der Künste Berlin und der Bayerischen Akademie der Schönen Künste. Er ist auch Vorstandsmitglied des Bayerischen Landesvereins für Heimatpflege.

## Bauwerke

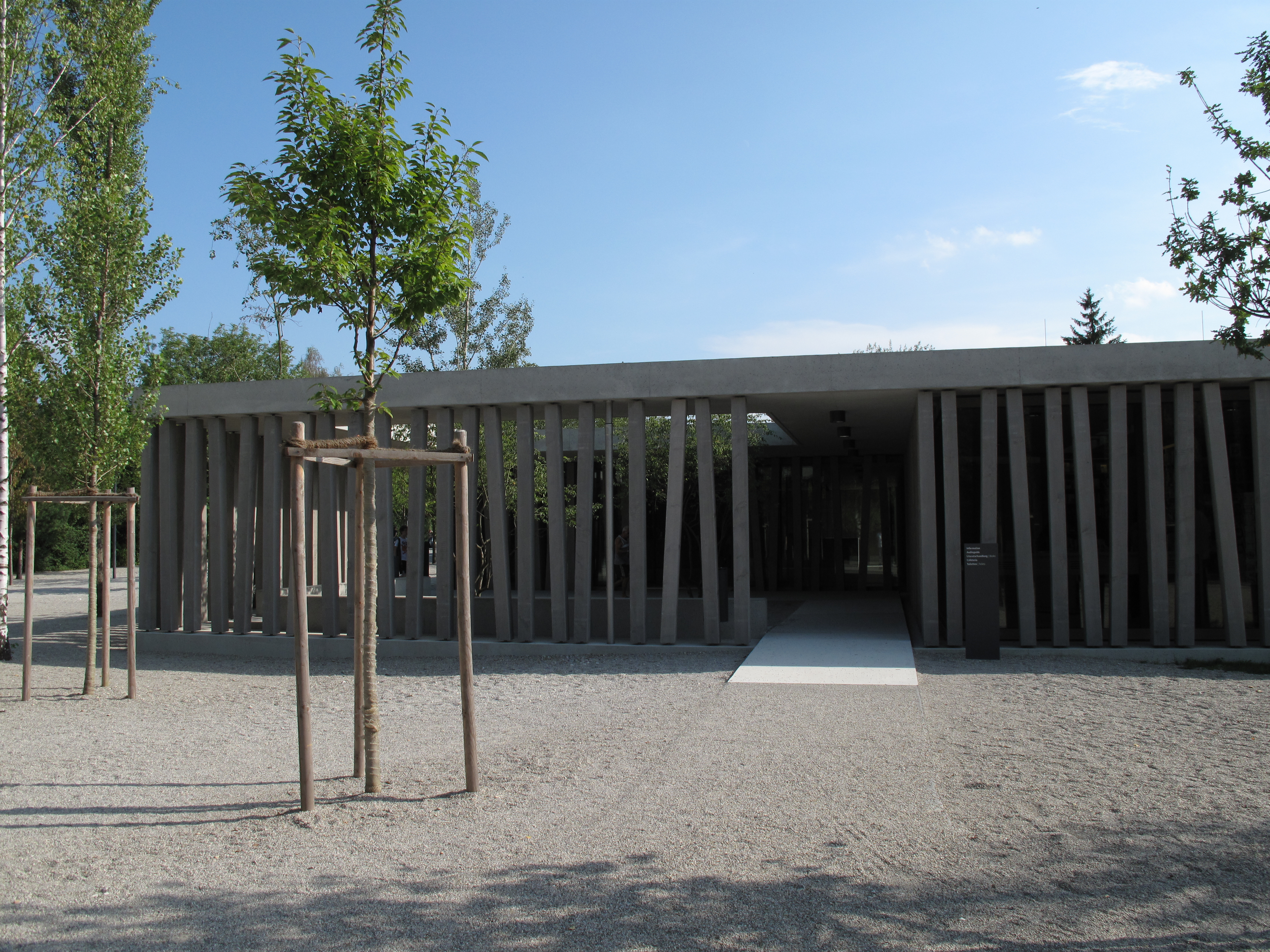
KZ-Gedenkstätte, Dachau

als Mitarbeiter bei Steidle / Jungbauer:
- 1993–1999: Wohnanlage, Reichenau

eigene Bauten:

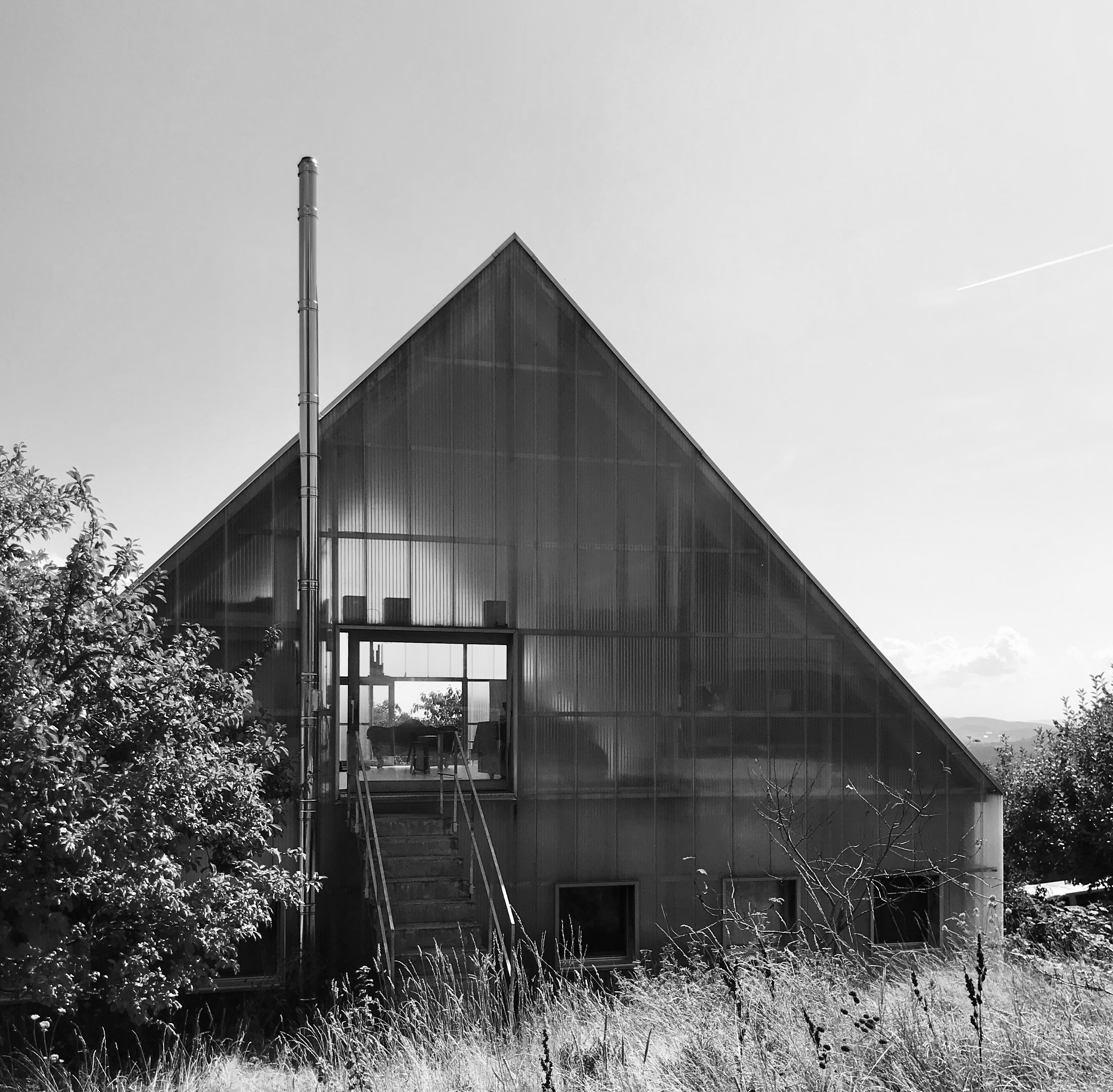
Haus und Atelier Lang-Kröll, Gleißenberg

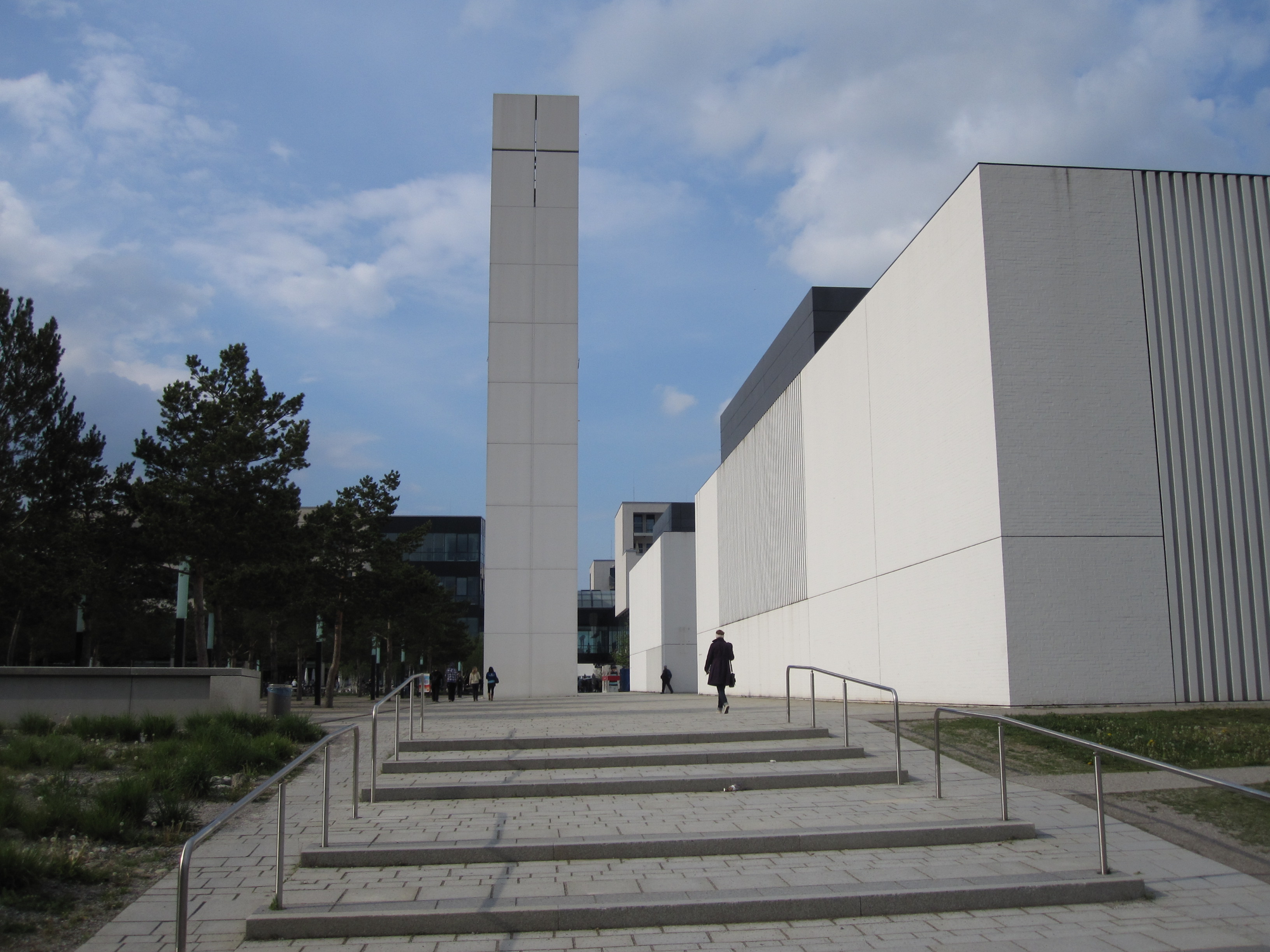
St. Florian, München-Riem

- 1999: Distributionszentrum der Kaufmann Holz AG, Bobingen
- 2000–2001: Haus und Atelier Lang-Kröll, Gleißenberg
- 2001–2004: FOAG das Datenwerk, München-Riem
- 1997–2005: Fachhochschule Weihenstephan, Freising[4][5]
- 2000–2005: St. Florian, München-Riem
- 2004–2008: Haus, Feldmoching
- 2002–2005: Besucherzentrum der KZ-Gedenkstätte Dachau, Dachau mit Peter Latz
- 2007–2011: Umbau und Erweiterung Tannerhof, Bayrischzell
- 2009–2013: Kultur und Kongress Forum Altötting
- 2010–2014: Atelier Peter Lang, Gleißenberg
- 2008–2015: Sanierung Gemeindehaus St. Matthäus (Ingolstadt) (von Josef Elfinger und Franz Xaver Proebst)
- 2012–2015: Schmuttertal-Gymnasium Diedorf mit Hermann Kaufmann
- 2016: Wohnbebauung am Dantebad, München
- 2013–2017: Hofgut Karpfsee, Bad Heilbrunn[5][6]
- 2014–2017: Eingangsgebäude Waldbad, Taufkirchen
- 2013–2018: Freilichtmuseum Glentleiten
- 2015–2018: Wiederaufbau St. Martha, Nürnberg
- 2016–2018: Treffpunkt Tower Würzburg, Würzburg
- 2017–2019: Schwäbisch Gmünd 16 Stationen, Remstal
- 2017–2020: Forschungshäuser, Bad Aibling mit TU München zur Entwicklung eines einfacheren Baustandards für Neubauten[7]
- 2021: Pavillon 333, Kunstareal-München mit Hermann Kaufmann und TU München

## Auszeichnungen und Preise
- 2000: Balthasar-Neumann-Preis für Distributionszentrum der Kaufmann Holz AG, Bobingen[8]
- 2001: Mies van der Rohe Preis – Emerging Architect Special Mention für das Distributionszentrum, Bobingen
- 2001: BDA Preis Bayern für Haus und Atelier Lang-Kröll, Gleißenberg[9]
- 2002: Holzbaupreis Bayern für Haus und Atelier Lang-Kröll, Gleißenberg
- 2006: Anerkennung – Balthasar-Neumann-Preis für St. Florian, München-Riem
- 2006: BDA Preis Bayern für Datenwerk, München-Riem
- 2006: Holzbaupreis Bayern für Fachhochschule Weihenstephan, Freising
- 2007: Förderungspreis Berlin der Akademie der Künste Berlin Sektion Baukunst[10]
- 2010: BDA Preis Bayern für Besucherzentrum der KZ-Gedenkstätte Dachau, Dachau[11]
- 2011: Gestaltungspreis der Stadt Dachau für Besucherzentrum der KZ-Gedenkstätte Dachau, Dachau
- 2011: Auszeichnung – Deutscher Architekturpreis für Besucherzentrum der KZ-Gedenkstätte Dachau, Dachau[12]
- 2013: BDA Preis Bayern für Tannerhof, Bayrischzell[13]
- 2013: Nike „Komposition“ für Tannerhof, Bayrischzell
- 2015: Deutscher Holzbaupreis für das Kultur und Kongress Forum, Altötting
- 2016: Deutscher Nachhaltigkeitspreis für das Schmuttertal-Gymnasium Diedorf
- 2017: Sonderpreis – Deutscher Ziegelpreis für Atelier Peter Lang, Gleißenberg
- 2017: Deutscher Holzbaupreis für das Schmuttertal-Gymnasium Diedorf[14]
- 2017: Deutscher Architekturpreis für das Schmuttertal-Gymnasium Diedorf
- 2018: Deutscher Bauherrenpreis für die Wohnbebauung am Dantebad, München[15]
- 2019: BDA Preis Bayern für Wohnbebauung am Dantebad, München[16]
- 2019: Nike „Neuerung“ für Wohnbebauung am Dantebad, München
- 2019: Auszeichnung – Deutscher Architekturpreis für Hofgut Karpfsee, Bad Heilbrunn[17]
- 2022: Sonderpreis – Holzbaupreis Bayern für Pavillon 333, Kunstareal München[18]
- 2022: BDA Preis Bayern für Forschungshäuser, Bad Aibling
- 2022: Nike „Neuerung“ für Forschungshäuser, Bad Aibling
- 2022: Semperpreis der Sächsischen Akademie der Künste. Dazu Werkschau vom 14. Oktober 2022 bis 27. Januar 2023[19]

## Akademische Mitarbeiter
- Reem Almannai
- Martin Baur
- Anika Gründer
- Sebastian Kofink
- Mauritz Lüps
- Thomas Neumann
- Fabian A. Wagner
- Philipp Wündrich
- Max Otto Zitzelsberger

## Bücher
- als Hrsg. mit Hermann Kaufmann, Sabine Djahanschah: DBU Bauband 1: Schmuttertal-Gymnasium. Architektur – Pädagogik – Ressourcen. Edition Detail, München 2016.
- als Hrsg. mit Thomas Auer: Zukunftsfähiger Schulbau: 12 Schulen im Vergleich. Detail Business Information, München 2017 ISBN 978-3-95553-365-6.
- Heinz Wirz (Hrsg.): Florian Nagler – München. 22. Band der Reihe De aedibus international. Quart Verlag, Luzern 2021.
- als Hrsg.: Einfach Bauen. Ein Leitfaden. Birkhäuser Verlag, Basel 2022. ISBN 978-3-03562-463-2.